# Les Bons
Les Bons é uma localidade de Andorra, situada na paróquia de Encamp. Situada a 1.336 metros de altitude, sua população em 2015 foi estimada em 1.117 habitantes.
Em Les Bons encontra-se a Igreja de São Romão, consagrada em 23 de janeiro de 1164 pelo bispo Bernat Roger, conforme atesta um importante documento preservado na Reitoria da paróquia de Encamp, que confirma a dedicação da igreja a São Romão Mártir, como também permite datar a obra do Mestre de Santa Coloma, responsável pelas pinturas românicas murais da Igreja. As pinturas murais que a decoravam foram transferidas para o Museu Nacional de Arte da Catalunha.